# Милохничі
45°05′ пн. ш. 14°27′ сх. д. / 45.08° пн. ш. 14.45° сх. д.
Милохничі (хорв. Milohnići) — населений пункт у Хорватії, у Приморсько-Горанській жупанії у складі міста Крк.

## Населення
Населення за даними перепису 2011 року становило 87 осіб.
Динаміка чисельності населення поселення:

## Клімат
Середня річна температура становить 14,03 °C, середня максимальна – 26,99 °C, а середня мінімальна – 1,99 °C. Середня річна кількість опадів – 1164 мм.
| Клімат поселення                              | Клімат поселення | Клімат поселення | Клімат поселення | Клімат поселення | Клімат поселення | Клімат поселення | Клімат поселення | Клімат поселення | Клімат поселення | Клімат поселення | Клімат поселення | Клімат поселення | Клімат поселення |
| Показник                                      | Січ.             | Лют.             | Бер.             | Квіт.            | Трав.            | Черв.            | Лип.             | Серп.            | Вер.             | Жовт.            | Лист.            | Груд.            |                  |
| Середній максимум, °C                         | 9,77             | 10,17            | 12,46            | 15,94            | 20,70            | 25,23            | 26,99            | 26,03            | 22,13            | 17,99            | 13,21            | 10,34            |                  |
| Середня температура, °C                       | 5,88             | 6,28             | 8,57             | 12,06            | 16,82            | 21,34            | 23,78            | 22,81            | 18,91            | 14,76            | 9,98             | 7,13             |                  |
| Середній мінімум, °C                          | 1,99             | 2,39             | 4,68             | 8,17             | 12,93            | 17,46            | 20,57            | 19,60            | 15,70            | 11,56            | 6,76             | 3,91             |                  |
| Норма опадів, мм                              | 100              | 79               | 79               | 82               | 73               | 84               | 47               | 73               | 125              | 152              | 149              | 121              |                  |
| Середньомісячна швидкість вітру, м/с          | 2.90             | 3.06             | 3.10             | 2.91             | 2.64             | 2.50             | 2.50             | 2.50             | 2.62             | 2.88             | 3.19             | 3.14             |                  |
| Середньомісячна сонячна радіація, кДж/м²·день | 4512             | 7317             | 10751            | 15279            | 19829            | 21409            | 22812            | 19723            | 14328            | 9240             | 4971             | 3812             |                  |
| --------------------------------------------- | ---------------- | ---------------- | ---------------- | ---------------- | ---------------- | ---------------- | ---------------- | ---------------- | ---------------- | ---------------- | ---------------- | ---------------- | ---------------- |
| Джерело:                                      |                  |                  |                  |                  |                  |                  |                  |                  |                  |                  |                  |                  |                  |